# Dave Freer
Dave Freer, eigentlich David Freer (* 1959 in Durban) ist ein südafrikanischer Science-Fiction-Autor und ehemaliger Meeresbiologe, der vor allem humoristische und Alternativwelt-Romane schreibt. Er hält einen Ph.D. auf dem Gebiet der Zoologie.

## Biografie
Freer wuchs nahe einem Naturschutzgebiet in Südafrika auf. Er ist das Kind einer Lehrerin und eines Linguisten für afrikanische Sprachen, der im öffentlichen Dienst der Stadt Durban stand. Seine Schulzeit absolvierte er in Bloemfontein an der St. Andrews School.
Eine Weile besuchte er ein Internat, in dem er laut eigenen Worten nur Smoking, strong drink and pursuit of wild women – „Rauchen, starken Alkoholkonsum und Beschäftigen mit wilden Frauen ...“ lernte. Im Alter von 17 begann er seinen Wehrdienst bei der South African Defence Force (SADF) und wurde als Sanitäter an die angolanische Grenze geschickt. Dazu sagte er später: My choices were five years in jail, leave the country, or go in for a year. I'm a strong swimmer, but the Atlantic seemed too large ... – „Meine Optionen waren fünf Jahre ins Gefängnis zu gehen, das Land zu verlassen, oder ein Jahr zum Militär zu gehen. Ich bin ein guter Schwimmer, aber der Atlantik schien mir dann doch zu groß zu sein ...“
Freers Wehrdienstzeit wurde auf zwei Jahre verlängert. Nach seiner Rückkehr heiratete er und schrieb sich an einer Universität für das Fach Zoologie ein und wurde in Folge einer Spezialisierung Ichthyologe, wodurch er im Anschluss Forschungen für Haifanggesellschaften betrieb. Im Zuge dieser Tätigkeiten übernahm er die Aufgabe eines leitenden Wissenschaftlers bei der Western Cape Shark Fishery für das Department of Sea Fisheries. In dieser Tätigkeit organisierte er Aquakulturen.
Um sich das Schreiben von Artikeln über Fischerei zu erleichtern, nahm er eine Nebenbeschäftigung als Taucher einer Muschelfarm an. Einige Zeit besaß er selbst eine Fischfarm, die aber schließen musste, und im Anschluss begann er das Schreiben. Sechs Jahre später schaffte er seine erste Veröffentlichung mit dem Roman The Forlorn bei Baen Books.
Freer ist ein passionierter Bergsteiger, der zahlreiche Routen nahe Morgans Bay am Ostkap eröffnete. Mit seiner Frau Barbara und seinen beiden Söhnen Paddy und James lebte er lange Zeit nahe Mount West in den Midlands in KwaZulu-Natal. Im Jahre 2010 wanderte er mit seiner Frau nach Flinders Island im australischen Bundesstaat Tasmanien aus. Freer betrieb ein Internetforum auf Baen’s Bar und betreibt einen Blog über „die Abenteuer und Missgeschicke der Freer-Familie durch die Auswanderung nach Flinders Island.“ Seine Agentur in den USA ist OnyxHawke.

## Auszeichnungen
Sein 2008 erschienener Roman Slow Train to Arcturus gewann den Preditors & Editors Readers Poll in der Kategorie bester Science-Fiction-und-Fantasy-Roman. Für den Roman Cloud-Castles erhielt er 2023 den Prometheus Award.

## Bibliografie

### Drowned World
Alternativwelt in den 1970er Jahren, in der keine Erfindung gemacht wurde, die zur globalen Erwärmung führte.
- Cuttlefish, 2012, Pyr, ISBN 978-1-616-14625-2
- Steam Mole, 2012, Pyr, ISBN 978-1-616-14692-4

### ssiti Shards Universe

#### 163x-Serie
- A Lineman for the Country, 2004, Baen
- Diving Belle, 2008, Baen (mit Gunnar Dahlin)

### Dragon’s-Ring-Serie
- Dragon’s Ring, 2009, Baen
- Dog and Dragon, 2012, Baen

### Fish Story
- Fish Story, Episode 1, 2006 (mit Andrew Dennis und Eric Flint)
- Fish Story, Episode 2, 2006 (mit Eric Flint und Andrew Dennis)
- Fish Story, Episode 3, 2006 (mit Eric Flint und Andrew Dennis)
- Fish Story, Episode 4, 2006 (mit Eric Flint und Andrew Dennis)
- Fish Story, Episode 5, 2007 (mit Eric Flint und Andrew Dennis)
- Fish Story, Episode 6, 2007 (mit Eric Flint und Andrew Dennis)
- Fish Story, Episode 7: We're Going to Need a Bigger Pub, 2007 (mit Eric Flint und Andrew Dennis)
- Fish Story, Episode 8: The Yellow Sub..., 2007 (mit Eric Flint und Andrew Dennis)
- Fish Story, Episode 9: Love at First Bite, 2007 (mit Eric Flint und Andrew Dennis)
- Fish Story, Episode 10: The A-Team, 2007 (mit Eric Flint und Andrew Dennis)
- Fish Story, Episode 11: The End of Mankind, 2008 (mit Eric Flint und Andrew Dennis)
- Fish Story, Episode 12: Make It More Complicated, 2008 (mit Eric Flint und Andrew Dennis)
- Fish Story, Episode 13: The Plot to End the Universe, 2008 (mit Eric Flint und Andrew Dennis)
- Fish Story, Episode 14: Punctiphobia: An Inordinate Fear of Spots, 2008 (mit Eric Flint und Andrew Dennis)
- Fish Story, Episode 15: They Came from Beyond, 2008 (mit Eric Flint und Andrew Dennis)

### Heirs of Alexandria
Gemeinsam mit Eric Flint und Mercedes Lackey. Die Handlung spielt in einem alternativen venezianischen Imperium, in dem Magie existiert. Viele Handlungsstränge und Charaktere sind Lackeys Merovingen Nights-Universum entlehnt. Die Grundidee schuf C. J. Cherryh mit ihrem Roman Der Engel mit dem Schwert.
- The Shadow of the Lion, 2002, Baen
- This Rough Magic, 2003, Baen
- A Mankind Witch, 2005, Baen
- Much Fall of Blood, 2010

### Karres
Basiert auf dem Roman The Witches of Karres von James H. Schmitz, 1966.
- The Wizard of Karres, 2004, Baen (mit Eric Flint und Mercedes Lackey)
- The Sorceress of Karres, 2010, Baen (mit Eric Flint)

### Pyramid
- Pyramid Scheme, 2001, Baen
- Pyramid Power, 2007, Baen

### Rat, Bats and Vats
- The Rats, the Bats and the Ugly, 2004, Baen
- Rats, Bats and Vats, 2010, Baen

### Weitere Romane
- The Forlorn, 1999, Baen
- Slow Train to Arcturus, 2008, Baen

### Kurzgeschichten
- Genie out of the Vat, 2005, Baen
- The Red Fiddler, 2005, Baen, (mit Eric Flint)
- Candyblossom,  2006
- The Tinta Falls Catfish, 2006 (mit Eric Flint und Andrew Dennis)
- Flashing the Loch Ness Monster, 2006 (mit Eric Flint und Andrew Dennis)
- Crawlspace, 2007, (mit Eric Flint)
- Thin Ice, 2007
- The Yellow Submarine, 2007 (mit Eric Flint und Andrew Dennis)
- Love at First Bite, 2007 (mit Eric Flint und Andrew Dennis)
- Jack October, 2007
- The End of Mankind, 2008 (mit Flint und Andrew Dennis)
- Regency Fay in Something Magic This Way Comes (DAW 2008), edited by Sarah Hoyt
- Boys, 2008, DAW
- Wetware 2.0, 2008, Baen
- The Witch's Murder, 2008, Baen (mit Eric Flint)
- The War, Me, Seventeen Million Dollars, and a Stripper, 2008, Techno
- The Poet Gnawreate and the Taxman, 2008, Techno
- Pirates of the Suara Sea, 2008, Nightshade (mit Eric Flint)
- Soot, 2009, Baen
- Wolfy Ladies, 2009, Baen
- If Music be the Food of Love, 2010, Baen
- Pinked Djinn, 2010
- Neither Sleet, Nor Snow, Nor Alien Monsters, 2010, Baen